# 新米特尼齊亞
50°18′56″N 25°9′17″E / 50.31556°N 25.15472°E
新米特尼齊亞（烏克蘭語：Нова Митниця），是烏克蘭西北部的村莊，隸屬里夫內州的杜布諾區。該村始建於1550年，面積0.58平方公里，海拔高度216米，人口188，人口密度每平方公里417人。